# Сенько, Василий Васильевич
Васи́лий Васи́льевич Сенько́ (15 октября 1921, Семёновка, Гомельская губерния — 5 июня 1984, Тамбов) — штурман Дальней авиации СССР, полковник (1957). Единственный штурман авиации СССР, дважды удостоенный звания Героя Советского Союза (1943, 1945).

## Биография
Родился 15 октября 1921 года в селе Семёновка Новозыбковского уезда Гомельской губернии РСФСР (ныне — город в Черниговской области Украины) в крестьянской семье. В июле 1940 года окончил Новозыбковский учительский институт. Работал учителем химии и биологии в Милейковской средней школе Рогнединского района Брянской области. Член ВКП(б) с 1942 года.
В Красной Армии с декабря 1940 года. В 1941 году окончил Олсуфьевскую военную авиационную школу. 
В июне 1941 года получил звание младшего лейтенанта. На фронтах Великой Отечественной войны — с ноября 1941 года в должности стрелка-бомбардира 667-го бомбардировочного авиационного полка под Ленинградом. В ходе войны был стрелком-бомбардиром 752-го авиационного полка дальнего действия. 
С сентября 1942 года — штурман экипажа 752-го авиаполка 24-й авиадивизии Авиации дальнего действия на Сталинградском фронте. 
С 1943 года и до конца войны — штурман звена 10-го гвардейского авиаполка (3-я гвардейская авиадивизия, 3-й гвардейский авиакорпус, 18-я воздушная армия).
С сентября 1942 года сражался на Сталинградском фронте. В составе экипажа тяжёлого бомбардировщика Барышева совершал по три-четыре боевых вылета в сутки. В один из вылетов штурман Сенько вывел дальний бомбардировщик на фашистский аэродром, где скопилось до 200 «юнкерсов», и нанёс меткий удар. В тот же день разбомбил железнодорожную станцию. К январю—февралю 1943 года он совершил 154 боевых вылета (из них 144 — ночью).
Указом Президиума Верховного Совета СССР «О присвоении звания Героя Советского Союза начальствующему составу авиации дальнего действия Красной Армии» от 25 марта 1943 года за «образцовое выполнение боевых заданий командования и проявленные при этом отвагу и геройство» удостоен звания Героя Советского Союза с вручением ордена Ленина и медали «Золотая Звезда» (№ 840)".
После разгрома немцев под Сталинградом он продолжил свою боевую работу. Участвовал в бомбардировках по объектам противника, доставлял партизанам оружие и боеприпасы, летал на разведку в глубокий тыл врага. К концу декабря 1944 года гвардии капитан В. В. Сенько совершил 402 боевых вылета.
Указом Президиума Верховного Совета СССР от 29 июня 1945 года Василий Васильевич Сенько награждён второй медалью «Золотая Звезда» (№ 59) и стал единственным в истории советской военной авиации штурманом — дважды Героем Советского Союза.
Участвовал в боях в Польше, Венгрии, Восточной Пруссии, Германии.
Всего за период войны совершил 430 успешных боевых вылетов на бомбардировку, разведку, доразведку и обозначение важных объектов противника и уничтожение его живой силы и техники.
После войны находился на штурманских должностях и на педагогической работе в военно-учебных заведениях ВВС. В 1952 году окончил Военно-Воздушную академию. 
С 1960 года — на преподавательской работе в Тамбовском высшем военном авиационном Краснознамённом училище лётчиков имени М. М. Расковой.
В 1977 году вышел в запас в звании полковника.
Жил в городе Тамбове. Умер 5 июня 1984 года. Похоронен в городе Тамбове на Воздвиженском кладбище.
Воспитал трёх сыновей, все они стали офицерами, а дочь — педагогом.
Командующий авиацией дальнего действия в годы Великой Отечественной войны главный маршал авиации А. Е. Голованов в своих воспоминаниях много раз с большой теплотой отзывался о молодом, талантливом штурмане, человеке легендарной отваги — Василии Сенько, имя которого навсегда вошло в историю великой битвы против фашизма.

## Награды
- Медаль «Золотая Звезда»;
- орден Ленина;
- орден Красного Знамени;
- орден Отечественной войны 1 степени;
- орден Красной Звезды;
- орден «За службу Родине в Вооружённых Силах СССР» III степени;
- почетный гражданин города Семёновка Черниговской области (апрель 1970 года).

## Память
- Бронзовые бюсты Василия Васильевича Сенько установлены в городе Семёновка Черниговской области Украины и на Аллее Героев в Чернигове.
- Бронзовый бюст установлен на территории Челябинского высшего военного авиационного Краснознамённого училища штурманов 21 мая 2015 года. Командование ВУЗа ходатайствует о присвоении имени Дважды Героя СССР В. В. Сенько единственному штурманскому училищу в России.
- В городе Полтава установлен монумент в виде взлетающего самолёта в память о Героях Советского Союза, посвящённый В. В. Сенько.
- В школе № 1 города Семёновка оборудован стенд в память о её выпускнике, собраны биографические материалы.
- В Тамбове именем Сенько названа одна из улиц.
- В городе Тамбов на доме по адресу Тамбов-4, д. 21, где жил В. В. Сенько, установлена памятная доска с барельефом.
- В городе Тамбове в одноимённом сквере в "Лётке". (улица Сенько, 25 "А") установлен бюст из бронзы.
- Имя Василия Сенько носит стратегический ракетоносец Ту-160 (бортовой номер 11), базирующийся на аэродроме Энгельс.

- Ту-160 «Василий Сенько» на праздновании Дня ВВС РФ в 2007 в Монино
- Бронзовый бюст дважды Героя Советского Союза Василия Васильевича Сенько на родине в городе Семёновка Черниговской области, Украина
- Надгробный памятник на могиле В. В. Сенько